# Liste de batailles du XVIe siècle

Cette page donne une liste de batailles du XVIe siècle ainsi que de la fin du XVe siècle (à partir de 1493).
Si vous écrivez un article de description d'une bataille, vous pouvez suivre le modèle d'Article de bataille déjà élaboré. L'encyclopédie y gagnera en homogénéité, et l'article sera immédiatement clair.

## Europe
| Bataille                                     | Date(s)                                        | Lieu                                                    | Résumé |
| -------------------------------------------- | ---------------------------------------------- | ------------------------------------------------------- | --- |
| Guerres entre la Hongrie et l'Empire ottoman |                                                |                                                         | |
| Bataille de Corbavie                         | 9 septembre 1493                               | région de Lika, Croatie                                 | Victoire décisive des Ottomans sur les Croates                                                               |
| Bataille de Mohács                           | 29 août 1526                                   | Mohács, Hongrie                                         | Victoire décisive des Ottomans sur les Hongrois                                                              |
| Première guerre d’Italie                     |                                                |                                                         | |
| Bataille de Seminara                         | 28 juin 1495                                   | Seminara, Italie                                        | Victoire des Français sur les Espagnols                                                                      |
| Bataille de Fornoue                          | 6 juillet 1495                                 | Fornoue, Italie                                         | Victoire des Français sur les Vénitiens et les Milanais                                                      |
| Guerre moldavo-polonaise                     |                                                |                                                         | |
| Bataille de la forêt de Cosmin               | 26 octobre 1497                                | près de Tchernivtsi, Ukraine                            | Victoire des Moldaves sur les Polonais                                                                       |
| Bataille d'Obertyn                           | 22 septembre 1531                              | Obertyn, Ukraine                                        | Victoire des Polonais sur les Moldaves                                                                       |
| Guerre de Souabe                             |                                                |                                                         | |
| Bataille de Hard                             | 20 février 1499                                | Hard, ouest du Lac de Constance (Autriche)              | Victoire des Suisses sur la ligue de Souabe                                                                  |
| Bataille de Bruderholz                       | 22 mars 1499                                   | Bruderholz, Suisse                                      | Victoire des Suisses sur la ligue de Souabe                                                                  |
| Bataille de Schwaderloh                      | 11 avril 1499                                  | Ermatingen, Suisse                                      | Victoire des Suisses sur la ligue de Souabe                                                                  |
| Bataille de Frastanz                         | 20 avril 1499                                  | Frastanz, Vorarlberg (Autriche)                         | Victoire des Suisses sur la ligue de Souabe                                                                  |
| Bataille de Calven                           | 22 mai 1499                                    | Val Müstair, Suisse                                     | Victoire des Suisses sur la ligue de Souabe                                                                  |
| Bataille de Dornach                          | 22 juillet 1499                                | Dornach, Suisse                                         | Victoire décisive des Suisses sur la ligue de Souabe                                                         |
| Troisième guerre vénéto-turque               |                                                |                                                         | |
| Bataille de Zonchio (en)                     | 25 août 1499                                   | au large de Pylos, Grèce                                | Victoire navale des Ottomans sur les Vénitiens                                                               |
| Campagne danoise contre la Dithmarse         |                                                |                                                         | |
| Bataille de Hemmingstedt                     | 17 février 1500                                | Hemmingstedt, Schleswig-Holstein (Allemagne)            | Victoire décisive de la république paysanne de Dithmarse sur les duchés de Schleswig et de Holstein          |
| Guerres russo-lituaniennes                   |                                                |                                                         | |
| Bataille de la Vedrocha                      | 14 juillet 1500                                | ouest de Kalouga, Russie                                | Victoire décisive du grand-duché de Moscou sur les Lituaniens                                                |
| Bataille d'Orsha                             | 8 septembre 1514                               | Orcha, Biélorussie                                      | Victoire des Polonais et des Lituaniens sur le grand-duché de Moscou                                         |
| Troisième guerre d’Italie                    |                                                |                                                         | |
| Bataille de Cerignola                        | 28 avril 1503                                  | Cerignola, Italie                                       | Victoire des Espagnols sur les Français                                                                      |
| Bataille du Garigliano                       | 29 décembre 1503                               | près de Gaète, Italie                                   | Victoire décisive des Espagnols sur les Français                                                             |
| Guerre de la Ligue de Cambrai                |                                                |                                                         | |
| Bataille d'Agnadel                           | 14 mai 1509                                    | Agnadel, Italie                                         | Victoire décisive des Français sur les Vénitiens                                                             |
| Bataille de Ravenne                          | 11 avril 1512                                  | Ravenne, Italie                                         | Victoire des Français et du duché de Ferrare sur les Espagnols et les Pontificaux                            |
| Bataille de Novare                           | 6 juin 1513                                    | Novare, Italie                                          | Victoire décisive des Suisses et des Milanais sur les Français                                               |
| Bataille de Guinegatte                       | 16 août 1513                                   | Enguinegatte, Pas-de-Calais                             | Victoire des Anglais et du Saint-Empire romain germanique sur les Français                                   |
| Bataille de Vicence                          | 7 octobre 1513                                 | Schio, Italie                                           | Victoire décisive des Espagnols sur les Vénitiens                                                            |
| Bataille de Marignan                         | 13-14 septembre 1515                           | Melegnano, Italie                                       | Victoire décisive des Français et des Vénitiens sur les Suisses et les Milanais                              |
| Guerres anglo-écossaises                     |                                                |                                                         | |
| Bataille de Flodden Field                    | 9 septembre 1513                               | Branxton, Northumberland (Angleterre)                   | Victoire décisive des Anglais sur les Écossais                                                               |
| Bataille de Solway Moss                      | 24 novembre 1542                               | Solway Moss, frontière entre l'Angleterre et l'Écosse   | Victoire des Anglais sur les Écossais                                                                        |
| Bataille d'Ancrum Moor                       | 27 février 1545                                | près de Jedburgh, Écosse                                | Victoire des Écossais sur les Anglais                                                                        |
| Bataille de Pinkie Cleugh                    | 10 septembre 1547                              | Musselburgh, Lothian (Écosse)                           | Victoire décisive des Anglais sur les Écossais                                                               |
| Guerre des Communautés de Castille           |                                                |                                                         | |
| Bataille de Villalar                         | 23 avril 1521                                  | Villalar de los Comuneros, Espagne                      | Victoire décisive des troupes royales sur les Comuneros                                                      |
| Sixième guerre d'Italie                      |                                                |                                                         | |
| Siège de Pampelune                           | mai 1521                                       | Pampelune, Espagne                                      | Victoire des Français et des Navarrais sur les Espagnols                                                     |
| Bataille de Noain                            | 30 juin 1521                                   | sud de Pampelune, Espagne                               | Victoire décisive des Espagnols sur les Français et les Navarrais                                            |
| Siège de Mézières                            | août-septembre 1521                            | Charleville-Mézières, Ardennes                          | Victoire des Français sur le Saint-Empire romain germanique                                                  |
| Siège de Tournai                             | novembre 1521                                  | Tournai, Belgique                                       | Victoire du Saint-Empire romain germanique sur les Français                                                  |
| Bataille de la Bicoque                       | 27 avril 1522                                  | Bicocca, nord de Milan (Italie)                         | Victoire des Espagnols, des Pontificaux et des Milanais sur les Français et les Vénitiens                    |
| Bataille de la Sesia                         | 30 avril 1524                                  | sur les bords de la Sesia, Italie                       | Victoire du Saint-Empire romain germanique sur les Français                                                  |
| Siège de Marseille                           | août-septembre 1524                            | Marseille, Bouches-du-Rhône                             | Victoire des Français sur le Saint-Empire romain germanique                                                  |
| Bataille de Pavie                            | 24 février 1525                                | Pavie, Italie                                           | Victoire décisive des Espagnols et du Saint-Empire romain germanique sur les Français                        |
| Lutte pour la domination de la Méditerranée  |                                                |                                                         | |
| Siège de Rhodes                              | juin-décembre 1522                             | Rhodes, Grèce                                           | Victoire des Ottomans sur les Hospitaliers                                                                   |
| Siège de Tunis                               | 16 juin-21 juillet 1535                        | Tunis                                                   | Victoire des Espagnols sur les Ottomans                                                                      |
| Siège de Corfou                              | août-septembre 1537                            | Corfou                                                  | Victoire de la république de Venise sur l'Empire ottoman                                                     |
| Bataille de Prévéza                          | 28 septembre 1538                              | au large de Prévéza, Grèce                              | Victoire navale décisive des Ottomans sur la Sainte Ligue                                                    |
| Siège de Castelnuovo                         | juillet 1539                                   | Herceg Novi, Monténégro                                 | Victoire des Ottomans sur les Espagnols                                                                      |
| Siège d'Alger                                | octobre-novembre 1541                          | Alger                                                   | Victoire décisive des Ottomans de la régence d'Alger sur les Espagnols et les Impériaux                      |
| Bataille de Djerba                           | 11 mai 1560                                    | au large de Djerba, Tunisie                             | Victoire navale décisive des Ottomans sur les Espagnols et leurs alliés                                      |
| Siège de Malte                               | mai-septembre 1565                             | Malte                                                   | Victoire des Hospitaliers et des Espagnols sur les Ottomans                                                  |
| Siège de Famagouste                          | août 1570 - août 1571                          | Famagouste, Chypre                                      | Victoire des Ottomans sur les Vénitiens                                                                      |
| Bataille de Lépante                          | 7 octobre 1571                                 | au large de Naupacte, Grèce                             | Victoire navale décisive de la Sainte Ligue sur les Ottomans                                                 |
| Siège de Tunis                               | juillet-septembre 1574                         | Tunis                                                   | Victoire des Ottomans sur les Espagnols                                                                      |
| Guerre des Paysans allemands                 |                                                |                                                         | |
| Bataille de Frankenhausen                    | 15 mai 1525                                    | Bad Frankenhausen, Allemagne                            | Victoire décisive des Hessois et des Saxons sur les Paysans révoltés                                         |
| Septième guerre d'Italie                     |                                                |                                                         | |
| Bataille de Landriano                        | 21 juin 1529                                   | Landriano, Italie                                       | Victoire des Espagnols et du Saint-Empire romain germanique sur les Français                                 |
| Siège de Florence                            | 24 octobre 1529 - 10 août 1530                 | Florence, Italie                                        | Victoire des Espagnols et du Saint-Empire romain germanique sur les Florentins                               |
| Bataille de Gavinana                         | 3 août 1530                                    | près de Florence, Italie                                | Victoire décisive des Espagnols et du Saint-Empire romain germanique sur les Florentins                      |
| Guerres entre les Ottomans et les Habsbourg  |                                                |                                                         | |
| Siège de Vienne                              | 27 septembre-14 octobre 1529                   | Vienne, Autriche                                        | Victoire décisive du Saint-Empire romain germanique sur les Ottomans                                         |
| Bataille de Đakovo (en)                      | 9 octobre 1537                                 | Đakovo, Croatie                                         | Victoire décisive des Ottomans sur le Saint-Empire romain germanique                                         |
| Siège de Buda (en)                           | 1541                                           | Budapest, Hongrie                                       | Victoire décisive des Ottomans sur le Saint-Empire romain germanique                                         |
| Siège de Szigetvár                           | 6 août-8 septembre 1566                        | Szigetvár, Hongrie                                      | Victoire tactique des Ottomans sur la garnison de Croates et Hongrois                                        |
| Guerres de Kappel                            |                                                |                                                         | |
| Bataille de Kappel (es)                      | 11 octobre 1531                                | Kappel am Albis, Suisse                                 | Victoire des Suisses catholiques sur les Protestants                                                         |
| Neuvième guerre d’Italie                     |                                                |                                                         | |
| Siège de Nice                                | août-septembre 1543                            | Nice, Alpes-Maritimes                                   | Victoire du Saint-Empire romain germanique sur les Ottomans et les Français                                  |
| Bataille de Cérisoles                        | 11 avril 1544                                  | Ceresole Alba, Italie                                   | Victoire décisive des Français sur les Espagnols et le Saint-Empire romain germanique                        |
| Bataille de Muros                            | 25 juillet 1544                                | au large de Muros, Espagne                              | Victoire navale des Espagnols sur les Français                                                               |
| Siège de Saint-Dizier                        | 10 juillet 1544-17 août 1544                   | Saint-Dizier, Haute-Marne                               | Victoire du Saint-Empire romain germanique et des Espagnols sur les Français                                 |
| Siège de Boulogne                            | 19 juillet-18 septembre 1544                   | Boulogne-sur-Mer, Pas-de-Calais                         | Victoire des Anglais sur les Français                                                                        |
| Guerre de Smalkalde                          |                                                |                                                         | |
| Bataille de Mühlberg                         | 25 avril 1547                                  | Mühlberg, Allemagne                                     | Victoire décisive du Saint-Empire romain germanique sur la Ligue de Smalkalde                                |
| Bataille de Drakenburg (de)                  | 23 mai 1547                                    | Arrondissement de Nienburg/Weser, Allemagne             | Victoire de la Ligue de Smalkalde sur le Saint-Empire romain germanique                                      |
| Bataille de Sievershausen                    | 9 juillet 1553                                 | Lehrte, Allemagne                                       | Victoire du Saint-Empire romain germanique sur la ligue de Smalkalde                                         |
| Expansion de la Russie                       |                                                |                                                         | |
| Siège de Kazan                               | 2 septembre-13 octobre 1552                    | Kazan, Russie                                           | Victoire décisive des Russes sur le khanat de Kazan                                                          |
| Bataille de Molodi                           | 30 juillet-3 août 1572                         | Molodi, sud de Moscou                                   | Victoire décisive des Russes sur le khanat de Crimée                                                         |
| Dixième guerre d’Italie                      |                                                |                                                         | |
| Siège de Metz                                | octobre 1552 - janvier 1553                    | Metz, Moselle                                           | Victoire des Français sur le Saint-Empire romain germanique et les Espagnols                                 |
| Bataille de Marciano                         | 2 août 1554                                    | Marciano della Chiana, Italie                           | Victoire des Florentins, des Espagnols et du Saint-Empire romain germanique sur les Siennois et les Français |
| Onzième guerre d’Italie                      |                                                |                                                         | |
| Bataille de Saint-Quentin                    | 10 août 1557                                   | Saint-Quentin, Aisne                                    | Victoire décisive des Espagnols sur les Français                                                             |
| Siège de Calais                              | janvier 1558                                   | Calais, Pas-de-Calais                                   | Victoire des Français sur les Anglais                                                                        |
| Bataille de Gravelines                       | 13 juillet 1558                                | Gravelines, Nord                                        | Victoire décisive des Espagnols sur les Français                                                             |
| Guerre de Livonie                            |                                                |                                                         | |
| Bataille d'Ergeme                            | 2 août 1560                                    | près de Valga, Estonie                                  | Victoire des Russes sur la Confédération livonienne                                                          |
| Bataille de Wenden                           | 21 octobre 1578                                | Cēsis, Lettonie                                         | Victoire des Polonais et des Suédois sur les Russes                                                          |
| Guerre nordique de Sept Ans                  |                                                |                                                         | |
| Bataille de Axtorna                          | 20 octobre 1565                                | Köinge, Suède                                           | Victoire des Danois sur les Suédois                                                                          |
| Guerres de religion                          |                                                |                                                         | |
| Bataille de Targon                           | 15 juillet 1562                                | Targon, Gironde                                         | Victoire des Catholiques sur les Protestants                                                                 |
| Bataille de Vergt                            | 9 octobre 1562                                 | Vergt, Dordogne                                         | Victoire des Catholiques sur les Protestants                                                                 |
| Bataille de Dreux                            | 19 décembre 1562                               | Dreux, Eure-et-Loir                                     | Victoire des Catholiques sur les Protestants                                                                 |
| Bataille de Saint-Denis                      | 10 novembre 1567                               | Saint-Denis, Seine-Saint-Denis                          | Bataille indécise entre Catholiques et Protestants                                                           |
| Bataille de Saint-Valery                     | 18 juillet 1568                                | Saint-Valery-sur-Somme, Somme                           | Victoire des Catholiques sur les Protestants                                                                 |
| Bataille de Jarnac                           | 13 mars 1569                                   | Jarnac, Charente                                        | Victoire des Catholiques sur les Protestants                                                                 |
| Bataille de La Roche-l'Abeille               | 25 juin 1569                                   | La Roche-l'Abeille, Haute-Vienne                        | Victoire des Protestants sur les Catholiques                                                                 |
| Bataille de Moncontour                       | 3 octobre 1569                                 | Moncontour, Vienne                                      | Victoire des Catholiques sur les Protestants                                                                 |
| Bataille d'Arnay-le-Duc                      | 25 juin 1570                                   | Arnay-le-Duc, Côte-d'Or                                 | Victoire des Protestants sur les Catholiques                                                                 |
| Siège de La Rochelle                         | février-juin 1573                              | La Rochelle, Charente-Maritime                          | Victoire des Protestants sur les Catholiques                                                                 |
| Bataille de Dormans                          | 10 octobre 1575                                | Dormans, Marne                                          | Victoire des Catholiques sur les Protestants                                                                 |
| Bataille de Coutras                          | 20 octobre 1587                                | Coutras, Gironde                                        | Victoire des Protestants sur les Catholiques                                                                 |
| Bataille de Jarrie                           | 19 août 1587                                   | Jarrie, Isère                                           | Victoire des Catholiques sur les Protestants                                                                 |
| Bataille de Vimory                           | 26 octobre 1587                                | Vimory, Loiret                                          | Victoire des Catholiques sur les Protestants                                                                 |
| Bataille d'Auneau                            | 24 novembre 1587                               | Auneau, Eure-et-Loir                                    | Victoire des Catholiques sur les Protestants                                                                 |
| Bataille d'Arques                            | 15-29 septembre 1589                           | Arques-la-Bataille, Seine-Maritime                      | Victoire de l'armée royale sur les Ligueurs                                                                  |
| Bataille d'Ivry                              | 14 mars 1590                                   | Ivry-la-Bataille, Eure                                  | Victoire de l'armée royale sur les Ligueurs                                                                  |
| Bataille de Pontcharra                       | 17 septembre 1591                              | Pontcharra, Isère                                       | Victoire des Français sur les Savoyards                                                                      |
| Bataille de Vinon                            | 15 décembre 1591                               | Vinon-sur-Verdon, Var                                   | Victoire des Français sur les Savoyards                                                                      |
| Bataille de Craon                            | 22-23 mai 1592                                 | Craon, Mayenne                                          | Victoire des Espagnols et des Ligueurs sur les Français                                                      |
| Bataille du Port-Ringeard                    | 2 mai 1593                                     | Entrammes, Mayenne                                      | Victoire de l'armée royale sur les Ligueurs                                                                  |
| Bataille de Fontaine-Française               | 5 juin 1595                                    | Fontaine-Française, Côte-d'Or                           | Victoire des Français sur les Espagnols et les Ligueurs                                                      |
| Bataille de Doullens                         | 24 juillet 1595                                | Doullens, Somme                                         | Victoire des Espagnols sur les Français                                                                      |
| Siège d'Amiens                               | 20 mars - 25 septembre 1597                    | Amiens, Somme                                           | Victoire des Français sur les Espagnols                                                                      |
| Guerre de Quatre-Vingts Ans                  |                                                |                                                         | |
| Bataille d'Oosterweel                        | 13 mars 1567                                   | au nord d'Anvers, Belgique                              | Victoire des Espagnols sur les Néerlandais                                                                   |
| Bataille de Rheindalen                       | 25 avril 1568                                  | Arrondissement de Mayence-Bingen, Allemagne             | Victoire des Espagnols sur les Néerlandais                                                                   |
| Bataille de Heiligerlee                      | 23 mai 1568                                    | Heiligerlee, Pays-Bas                                   | Victoire des Néerlandais sur les Espagnols                                                                   |
| Bataille de Jemmingen                        | 21 juillet 1568                                | Jemgum, Frise Orientale (Allemagne)                     | Victoire des Espagnols sur les Néerlandais                                                                   |
| Bataille de Jodoigne                         | 16 octobre 1568                                | Jodoigne, Belgique                                      | Victoire décisive des Espagnols sur les Néerlandais                                                          |
| Bataille de Flessingue                       | 17 avril 1573                                  | au large de Flessingue, Pays-Bas                        | Victoire navale des Néerlandais sur les Espagnols                                                            |
| Bataille de Borsele                          | 22 avril 1573                                  | estuaire d'Anvers                                       | Victoire navale des Néerlandais sur les Espagnols                                                            |
| Siège de Haarlem                             | décembre 1572 - juillet 1573                   | Haarlem, Pays-Bas                                       | Victoire des Espagnols sur les Néerlandais                                                                   |
| Siège d'Alkmaar                              | octobre 1573                                   | Alkmaar, Pays-Bas                                       | Victoire des Néerlandais sur les Espagnols                                                                   |
| Bataille de Reimerswaal                      | 29 janvier 1574                                | sur l'Escaut oriental, Pays-Bas                         | Victoire navale des Néerlandais sur les Espagnols                                                            |
| Bataille de Mook                             | 15 avril 1574                                  | Mook en Middelaar, Pays-Bas                             | Victoire des Espagnols sur les Néerlandais                                                                   |
| Bataille de Lillo                            | 30 mai 1574                                    | estuaire de l'Escaut                                    | Victoire navale des Néerlandais sur les Espagnols                                                            |
| Bataille de Gembloux                         | 31 janvier 1578                                | Gembloux, Belgique                                      | Victoire décisive des Espagnols sur les Néerlandais                                                          |
| Siège de Maastricht                          | mars-juillet 1579                              | Maastricht, Pays-Bas                                    | Victoire des Espagnols sur les Néerlandais                                                                   |
| Siège d'Audenarde                            | 1582 (reddition de la ville le 2 juillet 1582) | Audenarde, Pays-Bas                                     | Victoire des Espagnols d'Alexandre Farnèse sur les Néerlandais                                               |
| Siège d'Anvers                               | juillet 1584 - août 1585                       | Anvers, Belgique                                        | Victoire des Espagnols sur les Néerlandais                                                                   |
| Bataille de Zutphen                          | 22 septembre 1586                              | Zutphen, Pays-Bas                                       | Victoire des Espagnols sur les Néerlandais                                                                   |
| Bataille de Turnhout                         | 24 janvier 1597                                | Turnhout, Belgique                                      | Victoire des Néerlandais sur les Espagnols                                                                   |
| Bataille de Nieuport                         | 2 juillet 1600                                 | Nieuport, Belgique                                      | Victoire des Néerlandais sur les Espagnols                                                                   |
| Guerre de Succession du Portugal             |                                                |                                                         | |
| Bataille d'Alcántara                         | 25 août 1580                                   | près de Lisbonne, Portugal                              | Victoire décisive des Espagnols sur les Portugais                                                            |
| Bataille des Açores                          | 26 juillet 1582                                | au large des Açores                                     | Victoire navale décisive des Espagnols sur les Français                                                      |
| Guerre anglo-espagnole (1585-1604)           |                                                |                                                         | |
| Bataille de Gravelines                       | 8 août 1588                                    | au large de Gravelines                                  | Victoire navale des Anglais sur les Espagnols                                                                |
| Expédition Drake-Norreys                     | avril-juin 1589                                | au large des côtes espagnoles et portugaises            | Victoire navale des Espagnols sur les Anglais                                                                |
| Bataille de Craon                            | 23 mai 1592                                    | Craon                                                   | Victoire des Espagnols sur les Anglais                                                                       |
| Bataille de Blaye                            | 18 avril 1593                                  | au large de Blaye                                       | Victoire navale des Espagnols sur les Anglais                                                                |
| Expédition de Drake et Hawkins               | septembre 1595-avril 1596                      |                                                         | Victoires espagnoles sur les Anglais                                                                         |
| Prise de Cadix                               | juin-juillet 1596                              | Baie de Cadix, Espagne                                  | Victoire navale des Anglais sur les Espagnols                                                                |
| Longue Guerre                                |                                                |                                                         | |
| Bataille de Sisak (en)                       | 22 juin 1593                                   | Sisak, Croatie                                          | Victoire décisive des Croates sur les Ottomans                                                               |
| Bataille de Călugăreni                       | 23 août 1595                                   | Județ de Giurgiu, Roumanie                              | Victoire des Valaques sur les Ottomans                                                                       |
| Bataille de Keresztes                        | 24-26 octobre 1596                             | près d'Eger, Hongrie                                    | Victoire décisive des Ottomans sur les Autrichiens et les Transylvains                                       |
| Bataille de Mirăslău (en)                    | 18 septembre 1600                              | Județ d'Alba, Roumanie                                  | Victoire des Autrichiens et des Transylvains sur les Valaques                                                |
| Guerre de neuf ans en Irlande                |                                                |                                                         | |
| Bataille de Clontibret                       | 25-27 mars 1595                                | entre Armagh et Monaghan, Irlande                       | Victoire des Irlandais sur les Anglais                                                                       |
| Bataille de Yellow Ford                      | 10 août 1598                                   | sur les bords de la Blackwater, Comté d'Armagh (Ulster) | Victoire des Irlandais sur les Anglais                                                                       |
| Bataille du col de Curlew                    | 15 août 1599                                   | près de Boyle, Irlande                                  | Victoire des Irlandais sur les Anglais                                                                       |
| Guerre polono-suédoise                       |                                                |                                                         | |
| Bataille de Stångebro (en)                   | 25 septembre 1598                              | près de Linköping, Suède                                | Victoire des Suédois sur les Polonais                                                                        |

## Asie

### Inde
| Bataille                           | Date(s)         | Lieu                        | Résumé                                                                                           |
| ---------------------------------- | --------------- | --------------------------- | ------------------------------------------------------------------------------------------------ |
| ?                                  |                 |                             |                                                                                                  |
| Bataille de Diu                    | 3 février 1509  | au large de Diu, Inde       | Victoire navale décisive des Portugais sur les Ottomans, les Mamelouks et le sultanat de Gujarat |
| Conquête de l'Inde par les Moghols |                 |                             |                                                                                                  |
| Première bataille de Pânipat       | 21 avril 1526   | Pânipat, Inde               | Victoire décisive des Moghols sur le sultanat de Delhi                                           |
| Bataille de Khanwa (en)            | 1527            | près d'Âgrâ                 | Victoire décisive des Moghols sur les Afghans et les Rajputs                                     |
| Bataille de Ghaghra (en)           | 6 mai 1529      | sur les bords de la Karnali | Victoire décisive des Moghols sur les Afghans et les Bengalis                                    |
| Deuxième bataille de Pânipat       | 5 novembre 1556 | Pânipat, Inde               | Victoire des Moghols sur les Afghans et les Rajputs                                              |
| Bataille de Tukaroi (en)           | 3 mars 1575     | Tukaroi, Bengale-Occidental | Victoire décisive des Moghols sur les Bengalis                                                   |
| ?                                  |                 |                             |                                                                                                  |
| Bataille de Talikota               | 26 janvier 1565 | Talikota, Karnataka (Inde)  | Victoire décisive des sultanats du Deccan sur le royaume de Vijayanâgara                         |

### Moyen-Orient
| Bataille                         | Date(s)         | Lieu                                | Résumé                                           |
| -------------------------------- | --------------- | ----------------------------------- | ------------------------------------------------ |
| Guerres entre Perses et Ottomans |                 |                                     |                                                  |
| Bataille de Tchaldiran           | 23 août 1514    | Chaldoran, Iran                     | Victoire décisive des Ottomans sur les Séfévides |
| Conquête ottomane de l'Égypte    |                 |                                     |                                                  |
| Bataille de Marj Dabiq           | 24 août 1516    | au nord d'Alep, Syrie               | Victoire décisive des Ottomans sur les Mamelouks |
| Bataille de Yaunis Khan          | 28 octobre 1516 | près de Gaza                        | Victoire des Ottomans sur les Mamelouks          |
| Bataille de Ridaniya             | 22 janvier 1517 | près du Caire, Égypte               | Victoire décisive des Ottomans sur les Mamelouks |
| Invasions persanes en Géorgie    |                 |                                     |                                                  |
| Bataille de Dighomi              | 1567            | Dighomi, près de Tbilissi (Géorgie) | Victoire des Géorgiens sur les Séfévides         |

### Japon
| Bataille                                 | Date(s)            | Lieu                                         | Résumé                                                                                     |
| ---------------------------------------- | ------------------ | -------------------------------------------- | ------------------------------------------------------------------------------------------ |
| Époque Sengoku et Époque Azuchi Momoyama |                    |                                              |                                                                                            |
| Bataille de Sezawa                       | 9 mars 1542        | Sezawa, province de Shinano                  | Victoire du clan Takeda sur les daimyos de Shinano                                         |
| Bataille de Kawagoe                      | 1545               | Château de Kawagoe, province de Musashi      | Victoire du clan Hōjō sur le clan Uesugi                                                   |
| Bataille de Uedahara                     | 23 mars 1548       | Uedahara, province de Shinano                | Victoire du clan Uesugi sur le clan Takeda                                                 |
| Bataille de Shiojiritoge                 | mai 1548           | Shiojiritoge, province de Shinano            | Victoire du clan Takeda sur le clan Ogasawara                                              |
| Siège de Fukashi                         | 1549               | Fukashi, province de Shinano,                | Victoire du clan Takeda sur le clan Ogasawara                                              |
| Bataille d'Okehazama                     | 12 juin 1560       | Okehazama, province d'Owari                  | Victoire décisive du clan Oda sur le clan Imagawa                                          |
| Bataille de Kawanakajima                 | 18 octobre 1561    | Kawanakajima, province de Shinano            | Bataille indécise entre les clans Takeda et Uesugi                                         |
| Bataille de Mimasetōge                   | 1569               | Col de Mimase, province de Sagami            | Victoire du clan Takeda sur le clan Hōjō                                                   |
| Bataille d'Anegawa                       | 9 août 1570        | sur les rives de l'Anegawa, province d'Ōmi   | Victoire des Clans Oda et Tokugawa sur les clans Asai et Asakura                           |
| Bataille de Mikata-Ga-Hara               | 25 janvier 1573    | Mikata-Ga-Hara, province d'Izu               | Victoire tactique du clan Takeda sur le clan Tokugawa                                      |
| Bataille de Nagashino                    | 28 juin 1575       | Nagashino, province de Mikawa                | Victoire des clans Oda et Tokugawa sur le clan Takeda                                      |
| Bataille de Tedorigawa                   | 1577               | sur les rives de la Tedori, province de Kaga | Victoire du clan Uesugi sur le clan Oda                                                    |
| Bataille de Temmokuzan                   | 1582               | Mont Temmoku, province de Kai                | Victoire des clans Oda et Tokugawa sur le clan Takeda                                      |
| Bataille de Sekigahara                   | 20-21 octobre 1600 | Sekigahara, province de Mino                 | Victoire décisive du clan Tokugawa et ses alliés sur les clans fidèles à Hideyori Toyotomi |

### Corée
| Bataille                  | Date(s)                     | Lieu                                   | Résumé                                                               |
| ------------------------- | --------------------------- | -------------------------------------- | -------------------------------------------------------------------- |
| Guerre Imjin              |                             |                                        |                                                                      |
| Bataille de Chungju       | avril 1592                  | Chungju, Corée du Sud                  | Victoire des Japonais sur les Coréens                                |
| Bataille d'Okpo           | 6-7 mai 1592                | Baie d'Okpo, Jeolla                    | Victoire navale des Coréens sur les Japonais                         |
| Bataille de Sacheon       | 29 mai 1592                 | au large de Sacheon                    | Victoire navale des Coréens sur les Japonais                         |
| Bataille de l'île Hansan  | 15 août 1592                | Île Hansan, Tongyeong                  | Victoire navale décisive des Coréens sur les Japonais                |
| Siège de Haengju          | 12 février 1593             | près de Goyang, Corée du Sud           | Victoire des Coréens sur les Japonais                                |
| Bataille de Chilchonryang | 15 juillet 1597             | Détroit de Chilchonryang, Corée du Sud | Victoire navale des Japonais sur les Coréens                         |
| Bataille de Myong-Yang    | 26 octobre 1597             | Détroit de Myong-Yang, Corée du Sud    | Victoire navale des Coréens sur les Japonais                         |
| Siège d'Ulsan             | décembre 1597 -janvier 1598 | Ulsan, Corée du Sud                    | Victoire des Japonais sur les Coréens et les Chinois                 |
| Bataille de Sacheon       | octobre 1598                | Sacheon, Corée du Sud                  | Victoire des Japonais sur les Coréens et les Chinois                 |
| Bataille de No Ryang      | 16 décembre 1598            | au large de Namhae, Corée du Sud       | Victoire navale décisive des Coréens et des Chinois sur les Japonais |

## Amérique
| Bataille                           | Date(s)           | Lieu                                                        | Résumé                                           |
| ---------------------------------- | ----------------- | ----------------------------------------------------------- | ------------------------------------------------ |
| Conquête de l'Empire aztèque       |                   |                                                             |                                                  |
| Noche Triste                       | 30 juin 1520      | Tenochtitlan, Mexique                                       | Victoire des Aztèques sur les Espagnols          |
| Bataille d'Otumba                  | 7 juillet 1520    | Otumba, nord-est de Mexico                                  | Victoire des Espagnols sur les Aztèques          |
| Siège de Tenochtitlan              | mai-août 1521     | Tenochtitlan, Mexique                                       | Victoire décisive des Espagnols sur les Aztèques |
| Guerre de succession inca          |                   |                                                             |                                                  |
| Bataille de Quipaipan              | 1531              | Quipaipan, Pérou                                            | Victoire d'Atahualpa sur Huascar                 |
| Conquête de l'Empire inca          |                   |                                                             |                                                  |
| Bataille de Cajamarca              | 16 novembre 1532  | Cajamarca, Pérou                                            | Victoire des Espagnols sur les Incas             |
| Bataille de Cuzco                  | novembre 1533     | Cuzco, Pérou                                                | Victoire décisive des Espagnols sur les Incas    |
| Guerre d'Arauco                    |                   |                                                             |                                                  |
| Bataille de Reynogüelén            | 1536              | au confluent des rivières Ñuble et Itata, Chili             | Victoire des Espagnols sur les Mapuches          |
| Bataille de l'Andalién (en)        | 6 février 1550    | sur les bords de l'Andalién, province de Concepción (Chili) | Victoire des Espagnols sur les Mapuches          |
| Bataille de Penco (en)             | 12 mars 1550      | Penco, Province de Concepción (Chili)                       | Victoire des Espagnols sur les Mapuches          |
| Bataille de Tucapel (en)           | 25 décembre 1553  | Tucapel, Province d'Arauco                                  | Victoire des Mapuches sur les Espagnols          |
| Bataille de Millarapue (en)        | 30 novembre 1557  | millarapue, Province d'Arauco                               | Victoire des Espagnols sur les Mapuches          |
| Guerre anglo-espagnole (1585-1604) |                   |                                                             |                                                  |
| Bataille de San Juan de Ulúa       | 23 septembre 1568 | au large de San Juan de Ulúa, Mexique                       | Victoire navale des Espagnols sur les Anglais    |
| Expédition de Drake et Hawkins     | 1595-1596         | dans les Antilles                                           | Victoire navale des Espagnols sur les Anglais    |

## Afrique
| Bataille                                   | Date(s)            | Lieu                              | Résumé                                                                                   |
| ------------------------------------------ | ------------------ | --------------------------------- | ---------------------------------------------------------------------------------------- |
| Guerre Adal-Éthiopie                       |                    |                                   |                                                                                          |
| Bataille de Shembra Couré                  | mars 1529          | sud-ouest d'Addis-Abeba, Éthiopie | Victoire du sultanat d'Adal sur les Éthiopiens                                           |
| Bataille d'Antoukyah                       | 1531               | sud du lac Haïk, Éthiopie         | Victoire du sultanat d'Adal sur les Éthiopiens                                           |
| Bataille d'Amba Sel                        | 28 octobre 1531    | rivière Walaqa, Amhara (Éthiopie) | Victoire du sultanat d'Adal sur les Éthiopiens                                           |
| Bataille de Sahart                         | 24 avril 1541      | ? Éthiopie                        | Victoire des Éthiopiens sur le sultanat d'Adal                                           |
| Bataille de Baçente                        | 2 février 1542     | dans le Tigré, Éthiopie           | Victoire des Portugais sur le sultanat d'Adal                                            |
| Bataille de Jarte                          | 4 et 16 avril 1542 | sud de Mekele, Éthiopie           | Victoire des Portugais sur le sultanat d'Adal                                            |
| Bataille de Wofla                          | 28 août 1542       | Ofla, Éthiopie                    | Victoire du sultanat d'Adal et des Ottomans sur les Portugais et les Éthiopiens          |
| Bataille de Wayna Daga                     | 21 février 1543    | est du lac Tana, Éthiopie         | Victoire décisive des Éthiopiens et des Portugais sur le sultanat d'Adal et les Ottomans |
| Tentative portugaise de conquérir le Maroc |                    |                                   |                                                                                          |
| Bataille d'Alcazarquivir                   | 4 août 1578        | près de Ksar el-Kébir, Maroc      | Victoire décisive des Marocains et des Ottomans d'Alger sur les Portugais                |
| Guerre maroco-Songhaï                      |                    |                                   |                                                                                          |
| Bataille de Tondibi                        | 12 avril 1591      | Tondibi, Mali                     | Victoire décisive des Marocains sur l'Empire songhaï                                     |